# Cidade Aratu
Cidade Aratu foi uma revista eletrônica brasileira produzida e exibida pela TV Aratu, afiliada ao SBT. Ia ao ar de segunda a sexta, às 11h, após o Primeiro Impacto. Era apresentado por Alex Lopes, Casemiro Neto, Murilo Villas Boas e Pablo Reis. O programa era comercialmente dividido em três partes, denominadas Que Venha o Povo (11h-12h20), Aratu+ (12h20-14h) e Universo (14h-15h). Seu conteúdo era composto por notícias locais e nacionais, prestação de serviço, cobertura policial, notícias sobre celebridades e apresentações musicais, tendo sido considerado uma união dos três programas que substituiu.

## História
Em julho de 2021, a TV Aratu deu início a especulações a respeito da criação de um novo programa local a partir do anúncio da contratação da jornalista Livia Calmon, que havia feito parte da equipe da emissora no início da década de 90 e estava há 20 anos fora da Bahia. Em 27 de julho, a emissora revelou detalhes sobre a produção, chamada de Cidade Aratu. A revista eletrônica substituiria os programas Que Venha o Povo, Ronda e Universo, apresentados respectivamente por Casemiro Neto, Murilo Villas Boas e Alex Lopes, e uma das motivações seria a baixa audiência registrada pelas três atrações.
O programa estreou em 2 de agosto de 2021, recebendo autoridades como o prefeito Bruno Reis e a apresentação musical de Leo Santana. Também estrearam os quadros Loka dos Signos, atração sobre astrologia apresentada por Mell Rodriguez, e o culinário Tempero do Mulek, de Alex Lopes. Em 16 de agosto, estreou o quadro Tô Retado, protagonizado por Jorge Araújo, ex-repórter da RecordTV Itapoan. Em 15 de dezembro, o programa estreou o quadro Quero Ser Um Influenciador, apresentado por Rick Bandeira, onde os participantes passariam por desafios e provas relacionadas ao meio. O vencedor foi premiado com mil reais.
No início de 2022, por duas vezes equipes da TV Aratu estiveram em perigo durante participações ao vivo no jornalístico. Em 14 de janeiro, o repórter Dinho Júnior, que entrevistava populares na Estação da Lapa acompanhado pelo cinegrafista Dário Cerqueira, foi surpreendido por um tiroteio no local e teve de deixar a transmissão ao vivo para se proteger dos disparos. 13 dias depois, Dinho deixou a emissora, afirmando que o incidente foi um "gatilho" para a decisão.
Em 1° de fevereiro de 2022, equipes da afiliada do SBT e da Band Bahia foram ameaçadas por bandidos armados durante a cobertura de um homicídio ocorrido no bairro de Águas Claras, em Salvador. O fato aconteceu ao vivo durante um link do repórter Fábio Gomes para o Cidade Aratu, e os telespectadores puderam ver o momento em que os homens atiraram para cima com o intuito de intimidar os repórteres. O cinegrafista da Band, que acompanhava o repórter Toni Júnior, foi agredido com coronhadas e teve a câmera roubada.
Em 17 de janeiro de 2022, outra polêmica aconteceu durante o programa. A repórter Driele Veiga foi impedida de cobrir um incêndio no edifício Mansão Bois de Boulogne por um morador, que estava impedindo a presença da jornalista da TV Aratu por ser noivo da apresentadora Jessica Smetak, da RecordTV Itapoan, que também tinha uma equipe cobrindo a situação no local. A repórter discutiu com o funcionário, expondo a beneficiação da equipe da emissora concorrente, e pediu a autorização de outros moradores para entrar no local.
Após um ano no programa e na emissora, a jornalista Lívia Calmon pediu demissão da TV Aratu em busca de novos projetos pessoais. A apresentadora participou do Cidade Aratu pela última vez na edição de 29 de junho de 2022, quando se despediu dos telespectadores. Em 17 de outubro, o programa estreou o Aratu Premia, quadro no qual os telespectadores poderia concorrer a mil reais por dia caso ligasse para o programa, acertasse perguntas sobre os assuntos que foram exibidos e escolhesse nomes de oito apresentadores da emissora e do SBT que fossem sorteados em uma roleta. A promoção seguiu até o final de 2022.
Em 20 de janeiro, o Cidade Aratu passou a ter o No Campo do 4, até então um programa exibido nas manhãs de domingo, como quadro esportivo apresentado por Cáscio Cardoso e Fábio Gomes. Em 8 de março de 2023, o programa perdeu mais um nome com a saída do repórter Jorge Araújo, que retornou para a RecordTV Itapoan após dois anos. Em 16 de março, 13 dias após a demissão do gerente Matheus Carvalho, a TV Aratu contratou Glauber Mateus, ex-editor-chefe da TV Bahia, para ocupar a função.
Com as novas contratações, a emissora passou a desenvolver uma nova programação, buscando reverter a baixa audiência registrada pelo Cidade Aratu. Em 13 de abril de 2023, a TV Aratu anunciou a retomada da exibição dos programas Que Venha o Povo, que manteria a apresentação de Casemiro Neto, e Universo, onde Alex Lopes passaria a ser acompanhado por Léo Sampaio, apresentador do Se Liga no Pida. O Cidade Aratu foi exibido pela última vez no dia seguinte, e a nova programação estreou em 17 de abril.